# Scaphander punctostriatus
Scaphander punctostriatus är en snäckart som först beskrevs av Jesse Wedgwood Mighels och C. B. Adams 1842.  Scaphander punctostriatus ingår i släktet Scaphander och familjen Cylichnidae. Arten är reproducerande i Sverige. Inga underarter finns listade i Catalogue of Life.